# Бразильско-новозеландские отношения
Бразильско-новозеландские отношения — двусторонние дипломатические отношения между Бразилией и Новой Зеландией. Государства являются членами Кернской группы, Организации Объединённых Наций и Всемирной торговой организации.

## История

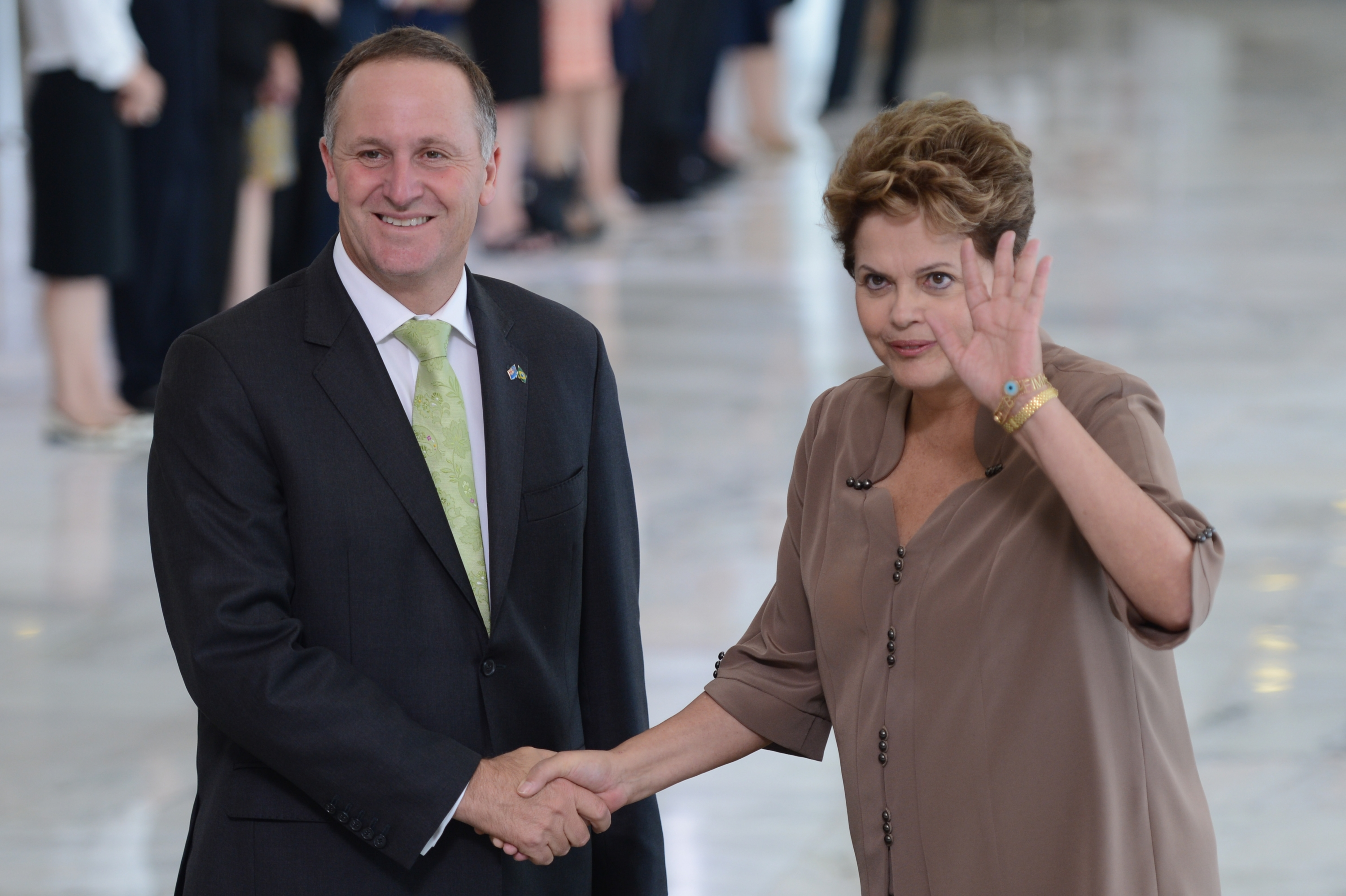
Премьер-министр Новой Зеландии Джон Ки на встрече с президентом Бразилии Дилмой Русеф в 2013 году.

Во время периода европейского колониализма Бразилия и Новая Зеландия контактировали, когда португальские корабли, перевозившие товары из Бразилии, торговали с британскими кораблями, перевозившими товары из Новой Зеландии. В 1874 году перепись населения Новой Зеландии показала, что там проживают выходцы из Бразилии . Во время Второй мировой войны солдаты из Бразилии и Новой Зеландии вместе сражались во время Итальянской кампании (1943—1945). Государства являются членами-основателями Организации Объединённых Наций.
В 1964 году были установлены официальные дипломатические отношения между государствами. В 1997 году Бразилия открыла посольство в Веллингтоне. В ноябре 2001 года премьер-министр Новой Зеландии Хелен Кларк осуществила визит в Бразилию, став первой в истории страны, и открыла посольство Новой Зеландии в Бразилиа. В 2010 году между государствами была согласована схема отпускной-рабочей визы. В 2013 году премьер-министр Новой Зеландии Джон Ки посетил Бразилию, где состоялась официальная встреча с президентом Бразилии Дилмой Русеф.
Бразильцы — самая большая латиноамериканская община в Новой Зеландии. В 2018 году государства провели в Бразилиа VIII Политическое консультативное совещание между Бразилией и Новой Зеландией.

## Визиты на государственном уровне
Из Бразилии в Новую Зеландию:
- Министр внешних связей Бразилии Селсу Аморим (2008 год).

Из Новой Зеландии в Бразилию:
- Премьер-министр Хелен Кларк (2001 год);
- Премьер-министр Джон Ки (2013 год);
- Генерал-губернатор Джерри Матепараи (2016 год).

## Торговля
В 2018 году объём товарооборота между государствами составил сумму 204 миллиона долларов США. Экспорт Бразилии в Новую Зеландию: кофе в зернах, апельсиновый сок и табак. Экспорт Новой Зеландии в Бразилию: молочные продукты, киви и рыба.

## Дипломатические представительства
- Бразилия имеет посольство в Веллингтоне[9];
- У Новой Зеландии есть посольство в Бразилиа и генеральное консульство в Сан-Паулу[10].